# Heiko Gumprecht

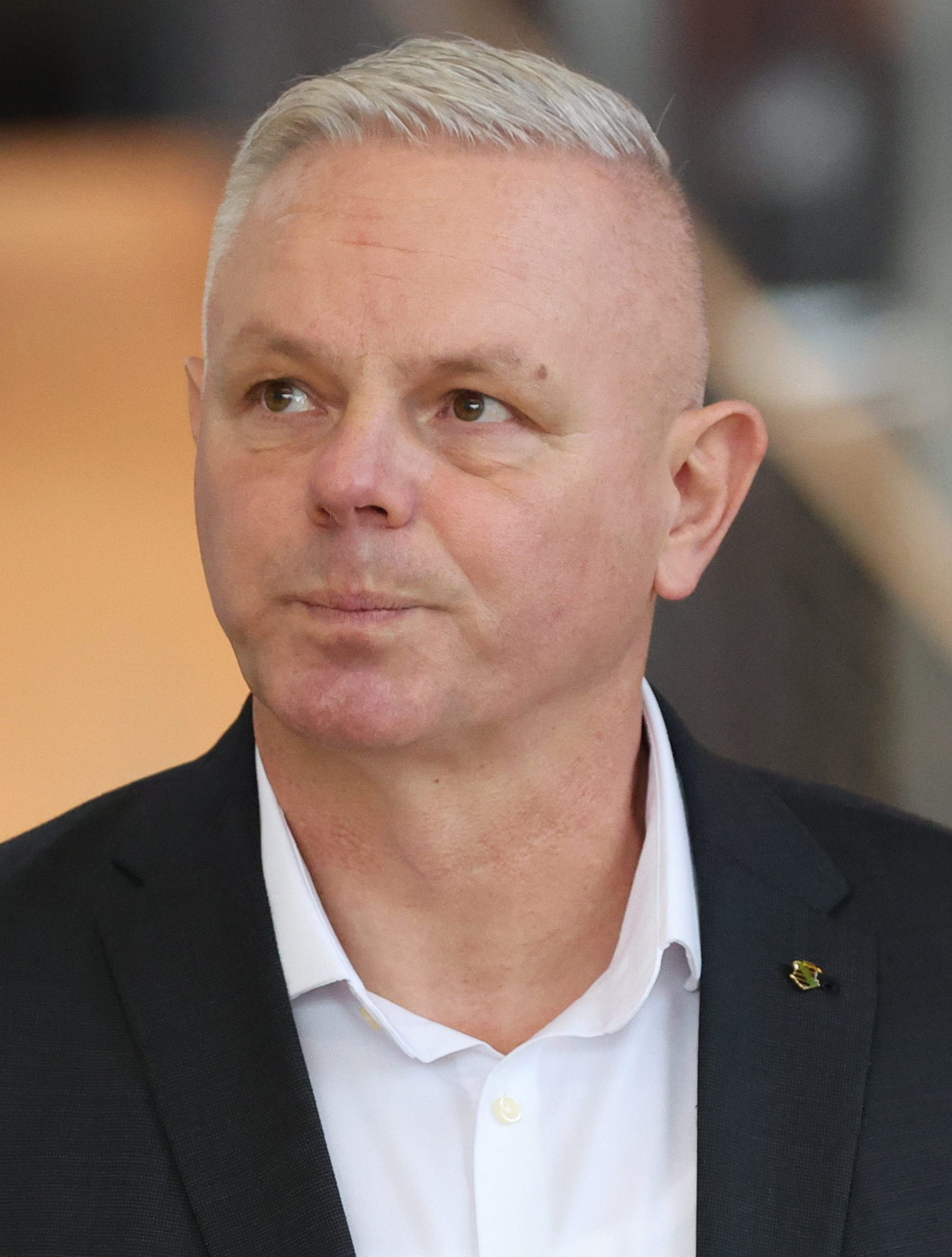
Heiko Gumprecht (2024)

Heiko Gumprecht (* 1970 in Stollberg/Erzgeb.) ist ein deutscher Politiker (AfD). Er ist seit 2024 Mitglied des Sächsischen Landtags.

## Leben
Gumprecht absolvierte von 1986 bis 1988 eine Ausbildung zum Facharbeiter für Anlagentechnik. Als solcher war er bis 2023 in verschiedenen Positionen tätig. Von 2023 bis 2024 war er Mitarbeiter der AfD-Landtagsfraktion in Sachsen. Er ist Vater dreier Kinder und lebt in Crimmitschau.

## Politik
Gumprecht ist Mitglied der AfD. Seit 2019 ist er Mitglied des Stadtrats von Crimmitschau. Zudem ist er seit 2024 Mitglied des Kreistags des Landkreises Zwickau.
Bei der Landtagswahl in Sachsen 2024 wurde Gumprecht über das Direktmandat im Wahlkreis Zwickau 2 in den Landtag gewählt.